# Sogliano Cavour
Sogliano Cavour là một đô thị và thị xã của Ý. Đô thị này thuộc tỉnh Lecce trong vùng Apulia. Sogliano Cavour có diện tích 5 km2, dân số theo ước tính năm 2005 của Viện thống kê quốc gia Ý là người. 
Các đơn vị dân cư:
Đô thị Sogliano Cavour giáp với các đô thị: Corigliano d'Otranto, Cutrofiano, Galatina.